# Damion Lee
Damion Lee (ur. 21 października 1992 w Baltimore) – amerykański koszykarz, występujący na pozycji rzucającego obrońcy, obecnie zawodnik Phoenix Suns.
14 lipca 2018 podpisał umowę z Golden State Warriors na występy, zarówno w NBA, jak i zespole G-League – Santa Cruz Warriors. 7 lipca 2022 został zawodnikiem Phoenix Suns.

## Osiągnięcia
Stan na 7 lutego 2023, na podstawie, o ile nie zaznaczono inaczej.
NCAA
- Mistrz sezonu zasadniczego konferencji Colonial Athletic Association (CAA – 2013, 2014)
- Najlepszy pierwszoroczny zawodnik CAA (2012)
- Zaliczony do:
  - I składu:
    - ACC (2015)
    - CAA (2015)
    - defensywnego CAA (2015)
    - debiutantów CAA (2012)
    - turnieju:
      - CAA (2012)
      - Charleston Classic (2015)

  - II składu:
    - CAA (2013)
    - ACC (2016 przez media)

  - III składu ACC (2016 przez trenerów)
- Lider CAA w średniej[5]:
  - zdobytych punktów (21,4 – 2015)
  - rozegranych minut (38,1 – 2015)

NBA
- Mistrz NBA (2022)[6]
- Wicemistrz NBA (2019)

Reprezentacja
- Uczestnik kwalifikacji do mistrzostw świata (2017)